# 黄鱼圈乡
黄鱼圈乡，是中华人民共和国吉林省长春市农安县下辖的一个乡镇级行政单位。

## 行政区划
黄鱼圈乡下辖以下地区：
三盛永村、六里半村、八里营子村、黄鱼圈村、潘家坨子村、连三坑村、天启王村、钓鱼台村、单家店村、徐大屯村、财源村、王家屯村和元亨广村。